# Palinsesto di Archimede

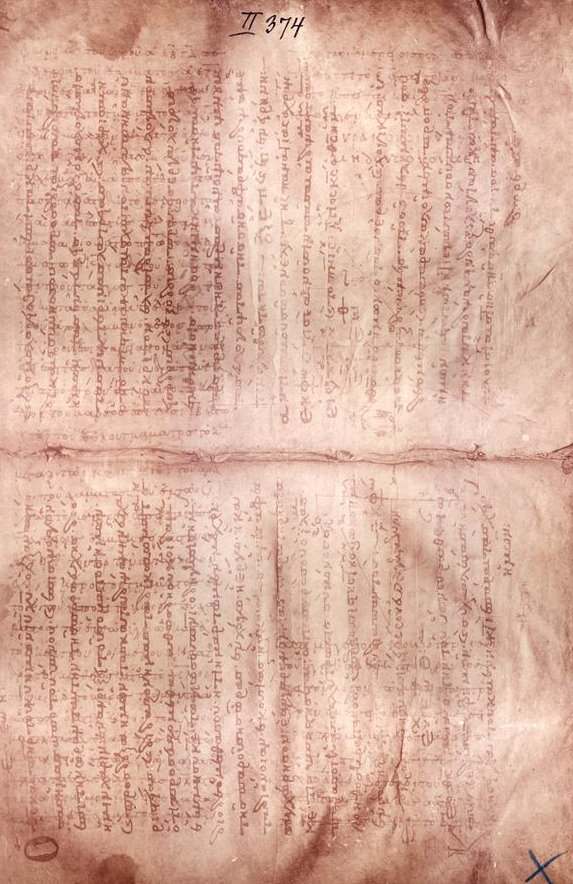
Una pagina distesa del Palinsesto di Archimede. Il manoscritto di Archimede è visibile come un testo più tenue scritto dall'alto in basso; il testo del libro di preghiere è visibile sovrascritto perpendicolarmente su due pagine separate dalla cucitura alla piega centrale.

Il palinsesto di Archimede è un famoso palinsesto, costituito da un codice pergamenaceo contenente opere di Archimede, il cui ritrovamento ha dato un notevole contributo alla comprensione del pensiero del grande scienziato.

## Storia del palinsesto

### Antica
Archimede nacque e visse a Siracusa nel III secolo a.C. scrivendo in greco dorico. Dal 530 in poi le sue opere furono raccolte e tradotte in greco bizantino da Isidoro di Mileto, l'architetto della chiesa patriarcale di Hagia Sophia, nella capitale Costantinopoli. Una loro copia venne fatta da uno scriba anonimo nel 950, nuovamente nell'Impero bizantino, in un periodo in cui lo studio di Archimede fiorì a Costantinopoli in una scuola fondata dal matematico, ingegnere ed ex arcivescovo di Tessalonica, Leone il Matematico, un cugino del patriarca. Questo manoscritto in particolare venne poi portato a Gerusalemme, probabilmente qualche tempo dopo il sacco crociato di Costantinopoli nel 1204. Lì, nel 1229, il codice di Archimede venne slegato, raschiato e lavato; i suoi fogli spaiati furono piegati a metà (cosicché ciascuno di essi divenne un bifoglio di formato dimezzato), furono rilegati con almeno altri sei manoscritti parziali sempre in pergamena, di cui uno con opere di Iperide, e riutilizzati per un testo liturgico cristiano di 177 carte (successivamente numerate), di cui ne restano 174.

### Moderna
Lo studioso biblico Konstantin von Tischendorf visitò Costantinopoli negli anni 1840, e rimase incuriosito da segni matematici greci visibili sul palinsesto trovato in una biblioteca greco-ortodossa e ne portò a casa una carta (che ora si trova nella Biblioteca dell'Università di Cambridge). Nel 1899 lo studioso greco Papadopoulos-Kerameus ha prodotto un catalogo di manoscritti della biblioteca che comprendeva una trascrizione di diverse righe di testo sottostante parzialmente visibile. Dopo aver esaminato queste righe, Johan Ludvig Heiberg, l'autorità mondiale su Archimede, comprese che si trattava di un brano di un'opera del matematico siracusano. Quando Heiberg studiò il palinsesto a Costantinopoli nel 1906, confermò che comprendeva opere di Archimede che si riteneva fossero andate perdute. Ad Heiberg fu permesso di scattare fotografie molto particolareggiate delle pagine del palinsesto, e da queste produsse delle trascrizioni, pubblicate tra il 1910 e il 1915 in un'edizione completa di Archimede. Poco dopo, il testo originale di Archimede in greco bizantino è stato tradotto in inglese da Thomas Little Heath. Prima di allora non era molto conosciuto tra matematici, fisici o storici.
Il manoscritto era ancora nella biblioteca del Patriarcato Greco Ortodosso di Gerusalemme (il Metochion del Santo Sepolcro) a Costantinopoli nel 1920. Poco dopo, nel corso di un periodo turbolento che vide la vittoria turca nella guerra greco-turca del 1919-1922 con il genocidio greco e lo scambio di popolazioni tra Grecia e Turchia, il palinsesto scomparve. In data imprecisata tra il 1923 e il 1930 venne acquistato da Marie Louis Sirieix, un "uomo d'affari e viaggiatore in Oriente che viveva a Parigi". Anche se Sirieix affermò di averlo acquistato da un monaco, che non avrebbe, in ogni caso, avuto la facoltà di venderlo, non aveva ricevuta o documentazione che potesse documentare una vendita. Rimasto per anni nella cantina di Sirieix, il palinsesto subì danni da acqua e muffa. Inoltre, dopo essere scomparso dalla biblioteca del Patriarcato greco-ortodosso, un falsario aveva aggiunto copie di ritratti evangelici medievali in foglia d'oro su quattro pagine, al fine di aumentarne il suo valore, danneggiando ulteriormente il testo. Questi ritratti a foglia d'oro quasi cancellarono il testo sottostante, e le immagini ai raggi X di fluorescenza realizzate a Stanford sarebbero poi riuscite a rivelarlo. Sirieix morì nel 1956 e nel 1970 sua figlia cominciò a tentare di vendere il manoscritto. Impossibilitata a venderlo privatamente, nel 1998 incaricò la casa d'aste Christie's di venderlo all'asta, rischiando una causa per appropriazione indebita. In effetti, la proprietà del palinsesto venne immediatamente contestata al tribunale federale di New York, dal Patriarcato ortodosso di Gerusalemme v. Christie's, Inc. Questi sostenne che il palinsesto era stato rubato dalla sua biblioteca a Costantinopoli nel 1920. Il giudice Kimba Wood decise a favore della casa d'aste Christie in quanto ritenne che fossero scaduti i termini per denunciare la scomparsa di quanto rivendicato e il palinsesto venne acquistato per 2 milioni di dollari da parte di un acquirente anonimo. Simon Finch, che rappresentava l'acquirente anonimo, dichiarò che era "un privato americano" che lavorava nell'"l'industria high-tech", ma non era Bill Gates. Quasi certamente si trattava di Rick Adams perché un blogpost di Michael Shermer dice di averlo visto a una festa di compleanno di James Randi, nella casa del collezionista in Virginia, dove Adams (un benefattore e tesoriere della James Randi Educational Foundation) era noto vivere.

### Digitalizzazione

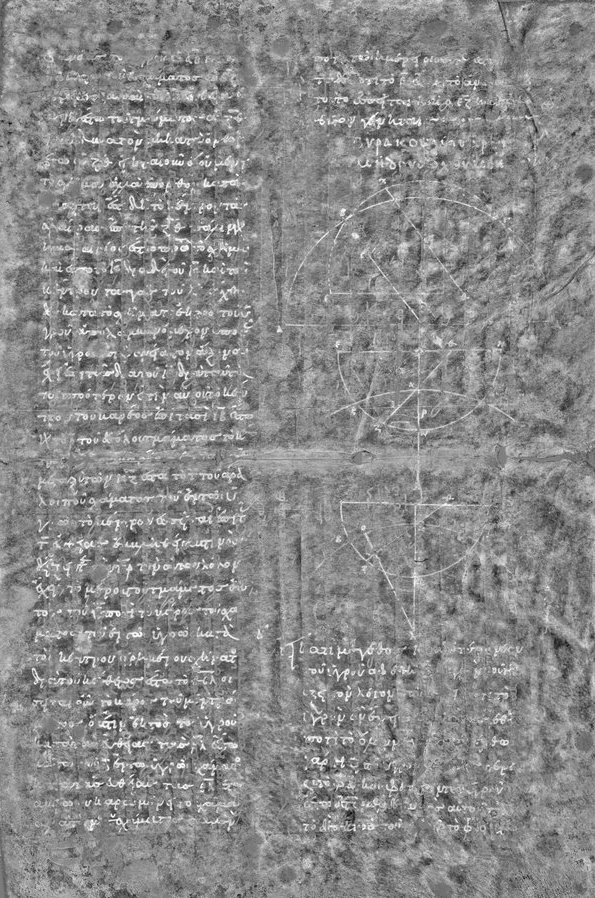
Una pagina distesa del palinsesto dopo la digitalizzazione: il testo sottostante di Archimede si vede ora chiaramente.

Al Walters Art Museum di Baltimora, il palinsesto fu oggetto di un ampio studio per mezzo della digitalizzazione nel 1999-2008 e a un trattamento di conservazione (poiché aveva sofferto notevolmente per la muffa). Questo lavoro venne diretto dal Dr. Will Noel, curatore dei manoscritti presso il Walters Art Museum, e gestito da Michael B. Toth di RB Toth Associates, con il dottor Abigail Quandt che eseguì la conservazione del manoscritto.
Un gruppo di scienziati tra cui il dottor Roger L. Easton, Jr. del Rochester Institute of Technology, il dottor William A. Christens-Barry dell'Equipoise Imaging, e il dottor Keith Knox (allora alla Boeing LTS, ora all'USAF Research Laboratory) utilizzarono l'elaborazione elettronica delle immagini digitali su diverse bande spettrali, tra ultravioletti, visibili e di lunghezze d'onda infrarosse per rivelare la maggior parte del testo di base, compreso quello di Archimede. Dopo l'operazione di acquisizione e di elaborazione digitale dell'intero palinsesto in tre bande spettrali prima nel 2006, e poi nel 2007, venne nuovamente studiato l'intero palinsesto riprendendolo in 12 bande spettrali, oltre alla luce radente: UV: 365 nanometri; luce visibile: 445, 470, 505, 530, 570, 617 e 625 nm; infrarossi: 700, 735 e 870 nm e luce radente: 910 e 470 nm. Il gruppo elaborò digitalmente queste immagini per rivelare una porzione maggiore del testo sottostante usando la tecnica dello pseudocolore. Essi digitalizzarono inoltre le immagini originali di Heiberg. Il dottor Reviel Netz di Stanford e Nigel Wilson produssero una trascrizione diplomatica del testo, per colmare le lacune nel racconto di Heiberg con queste immagini.
Qualche tempo dopo il 1938, un proprietario del manoscritto vi aggiunse quattro immagini religiose di arte bizantina nel tentativo di aumentarne il suo valore. Sembrava che queste avessero reso il testo sottostante definitivamente illeggibile. Tuttavia, nel maggio 2005, le radiografie prodotte nello Stanford Linear Accelerator Center a Menlo Park, in California, sono state utilizzate da Uwe Bergman e Bob Morton per iniziare a decifrare le parti del testo, che non erano state ancora rivelate. La produzione di raggi X a fluorescenza è stata descritta da Keith Hodgson, direttore di SSRL: "La luce del Synchrotron viene creata quando gli elettroni che viaggiano quasi alla velocità della luce prende una traiettoria curva intorno ad un anello di accumulazione emettente luce elettromagnetica ai raggi X attraverso lunghezze d'onda infrarosse. Il fascio di luce risultante ha caratteristiche che lo rendono ideale per rivelare l'architettura complessa e l'utilità di molti tipi di materia, in questo caso, il lavoro precedentemente nascosta di uno dei padri fondatori di tutta la scienza."
Nell'aprile del 2007, venne annunciato che era stato trovato un nuovo testo nel palinsesto, che era un commento alle Categorie di Aristotele attribuito a Porfirio.  La maggior parte di questo testo venne recuperato all'inizio del 2009 mediante l'applicazione di analisi delle componenti principali per le tre bande di colore (rosso, verde e blu) di luce fluorescente generata da illuminazione ultravioletta. Il dottor Will Noel disse in un'intervista: "Studiando il palinsesto si comincia a pensare che sia oro, al secondo studio è del tutto sorprendente, ma poi è successo qualcosa di ancora più straordinario." Egli si riferiva alla scoperta di un testo di Iperide, un politico ateniese dal IV secolo a.C., che è stato trovato all'interno del palinsesto. Era estratto dalla sua orazione Contro Dionda, e venne pubblicato nel 2008 nella rivista tedesca Zeitschrift für Papyrologie und Epigraphik, vol. 165, diventando il primo nuovo testo estratto dal palinsesto ad essere pubblicato in una rivista scientifica.
Le trascrizioni del libro sono state digitalmente codificate usando le linee guida del Text Encoding Initiative e i metadati per le immagini e trascrizioni, incluse le identificazioni e informazioni di catalogazione, in base al Dublin Core Metadata Elements. I metadati e i dati sono stati gestiti dal Dr. Doug Emery di Emery IT.
Il 29 ottobre 2008, (nel decimo anniversario dell'acquisto del palinsesto all'asta) tutti i dati, comprese immagini e trascrizioni, erano disponibili sul Digital Palimpsest Web Page per utilizzo gratuito sotto licenza Creative Commons, e le immagini elaborate del palinsesto dalle pagine originali sono state inserite su Google Books. Alla fine del 2011, il palinsesto è stato oggetto della mostra Lost and Found: The Secrets of Archimedes al Walters Art Museum. Nel 2015, in un esperimento di ricerca sulla conservazione dei dati digitali, scienziati svizzeri hanno codificato testo dal Palinsesto di Archimede nel DNA.

## Contenuto
Il palinsesto, costituito da 174 fogli di pergamena, contiene un libro di preghiere; queste furono sovrascritte su un codice contenente le seguenti opere di Archimede:
- Equilibrio dei piani
- Spirali
- La misura del cerchio
- Sfera e il cilindro
- Sui corpi galleggianti
- Stomachion
- Il metodo

Mentre il testo greco delle prime quattro opere è trasmesso anche da altri manoscritti, del trattato Sui corpi galleggianti prima del ritrovamento del palinsesto si aveva solo una traduzione latina, Il metodo era del tutto sconosciuto e dello Stomachion si aveva solo un frammento in traduzione araba.
Il palinsesto contiene anche altre opere: dieci fogli conservano alcuni scritti dell'oratore ateniese del IV secolo a.C. Iperide, e cioè le orazioni Contro Timandro e Contro Dionda; sei fogli contengono un commento alle Categorie di Aristotele (probabilmente una parte del commento Ad Gedalium di Porfirio), quattro fogli un testo liturgico, mentre altri dodici fogli furono prelevati da due libri non ancora identificati.

## Interpretazione
Il lavoro di interpretazione, recentemente compiuto sul palinsesto, ha permesso la lettura di nuove sezioni dello Stomachion e del Metodo, consentendo di aggiungere nuovi elementi alla comprensione del pensiero matematico di Archimede. È stato possibile, in particolare, comprendere la natura combinatoria del problema affrontato nello Stomachion. Inoltre, alcuni teoremi contenuti nel trattato Il metodo, mai letti prima d'ora, sembrano usare i concetti di infinito e infinitesimo in modo diverso da quello usuale nelle altre opere di Archimede.